# 陳澤民 (1917年)
陈泽民（1917年10月15日—2018年10月15日），男，广东汕头人，中国基督教新教现代派神学家、神学教育家，原中国基督教协会副会长、南京金陵协和神学院副院长。

## 生平
1917年10月15日生于广东省汕头礐石。1936年毕业于礐光中学。翌年进入沪江大学深造，获文学学士学位。1941年到金陵神学院学习,1944年获神学学士学位。后在浙江绍兴福康医院任院牧、宗教社会服务部主任。1950年到金陵协和神学院任教,历任代教务长、副教务长、副院长等职,同时兼任浙沪浸礼会按立牧师。
1979年被聘为南京大学宗教研究所研究生导师、教授。为江苏省第五、六、七届政协委员、中国宗教学会副会长、中国基督教协会副会长、江苏省基督教协会副会长。

## 著作
- 《云柱与火柱》
- 《信心引导我们前进》

### 主编
- 《金陵神学志》
- 《金陵神学文选》（1992）
- 《基督教常识答问》
- 《华夏圣诗》
- 《中国大百科全书·宗教卷》基督教分支学科